# 亞赫列緬基
49°44′20″N 35°34′45″E / 49.73889°N 35.57917°E
亞赫雷門基（烏克蘭語：Яхременки）是位於烏克蘭東部的村莊，由哈爾科夫州博霍杜希夫區的瓦爾基市鎮負責管轄。該村始建於1850年，面積1.96平方公里，海拔高度147米，2001年人口34，人口密度每平方公里17.4人。